# 黒澤洋介
黒澤 洋介（くろさわ ようすけ、1942年（昭和17年）3月9日 - ）は、日本の実業家。山形新聞社相談役。

## 人物・来歴
山形県長井市出身。1965年、早稲田大学第一文学部哲学科卒業後、山形新聞社入社。報道部長、編集局次長等を歴任。2005年、相馬健一が代表取締役会長に退いたことに伴い、代表取締役社長に昇格。2012年、代表取締役会長に退く。
ほかに公益財団法人山新放送愛の事業団理事長、一般社団法人山形県経営者協会会長などを務める。2015年、平成27年度三浦記念賞を受賞。